# Máel Mórda mac Murchada
Máel Mórda mac Murchada (tué le 23 avril 1014) est un roi de Leinster de 1003 à 1014.

## Origine
Máel Mórda  est le fils de  Murchad mac Finn et le frère de la célèbre Gormflaith, il est issu des Uí Fáeláin l'un des trois Septs des Uí Dúnlainge, dont les territoires se trouvaient autour de Naas sur le cours moyen de la rivière Liffey, dans le moderne  Comté de Kildare.

## Règne
Máel Mórda devient roi de Leinster en 1003 après la déposition de Donnchad mac Domnall Cláin, le dernier des rois de Leinster issu du Sept Uí Dúnchada des Uí Dúnlainge. Il est particulièrement connu pour avoir été l'adversaire de Brian Boru; les deux hommes meurent d'ailleurs le même jour lors de la sanglante bataille de Clontarf, survenue le Vendredi Saint 23 avril 1014. Dúnlaing mac Tuathal des Uí Muiredaig le remplace sur le trône de Leinster mais il meurt la même année.

## Postérité
En 1016 Bran mac Máel Mórda, le fils de Máel Mórda succède à Donncuan mac Dúnlainge du Sept Uí Muiredaig comme roi de Leinster. Il règne deux ans jusqu'à ce qu'il soit aveuglé à Dublin par son cousin Sigtryggr Silkiskegg en 1018. Ensuite sans doute du fait des lourdes pertes enregistrées dans leurs rangs lors de la bataille de Clontarf le royaume de Leinster échappe définitivement aux Uí Fáeláin au profit de leur rivaux le Sept Uí Muiredaig.

## Source
- (en) John Byrne Francis, Irish Kings and High-Kings. Batsford, London, 1973.  (ISBN 0-7134-5882-8).
- (en) T.W Moody, F.X. Martin, F.J. Byrne, A New History of Ireland IX Maps, Genealogies, Lists. A companion to Irish History part II, Oxford, Oxford University Press, 2011, 690 p. (ISBN 978-0-19-959306-4), p. 134 & 200 Kings of Leinster to 1171